# 下瀬美術館
下瀬美術館（しもせびじゅつかん）は、 2023年に広島県大竹市に開館した美術館である。雛人形などの日本人形、エミール・ガレのガラス製品、ピサロ、ルソー、マティス、シャガール、藤田嗣治（レオナール・フジタ）、ローランサン、竹内栖鳳、横山大観、東山魁夷、加山又造、岸田劉生、浅井忠、梅原龍三郎、佐伯祐三、小磯良平、香月泰男の絵画などを所蔵する。設計者は坂茂。この美術館は、厳島と瀬戸内海を見下ろす場所に建ち、2024年12月に「世界で最も美しい美術館」としてヴェルサイユ賞を受賞した。